# Druga Liga 1954-1955
La Druga savezna liga FNRJ 1954-1955, conosciuta semplicemente come Druga liga 1954-1955, fu la 9ª edizione della seconda divisione del campionato jugoslavo di calcio. Questa fu la seconda consecutiva a girone unico, la successiva sarà basata su 5 gironi inter-repubblicani denominati "Leghe di zona" (in croato Zonske lige)

## Partecipanti
Sono ammesse alla Druga Liga 1954-1955 le seguenti squadre:
- 2 retrocesse dalla Prva Liga 1953-1954:
 Odred e Rabotnički
- 5 che hanno mantenuto la categoria:
 Velež Mostar, Mačva Šabac, Budućnost, Napredak Kruševac e Lovćen
- 3 promosse dalle Leghe Repubblicane:
 Metalac Zagabria, Zenica e Bokelj

### Profili
| Squadra           | Città    | Stadio                    | Stagione 1953-54 | Stagione 1953-54         |
| Squadra           | Città    | Stadio                    | Pos.             | Divisione                |
| ----------------- | -------- | ------------------------- | ---------------- | ------------------------ |
| Odred             | Lubiana  | Stadion Bežigrad          | 13º              | Prva liga                |
| Rabotnički        | Skopje   | Gradski stadion Skoplje   | 14º              | Prva liga                |
| Velež Mostar      | Mostar   | Stadion Sjeverni logor    | 3º               | Druga liga               |
| Mačva Šabac       | Šabac    | Stadion Mačve             | 4º               | Druga liga               |
| Budućnost         | Titograd | Stadion Pod Goricom       | 5º               | Druga liga               |
| Napredak Kruševac | Kruševac | Stadion Napretka          | 6º               | Druga liga               |
| Lovćen            | Cettigne | Stadion pod Orlovim kršem | 7º               | Druga liga               |
| Metalac Zagabria  | Zagabria | ?                         | 1º               | Hrvatsko-slovenska liga  |
| Zenica            | Zenica   | Stadion Blatuša           | 1º               | Liga Bosne i Hercegovine |
| Bokelj            | Cattaro  | Stadion pod Vrmcem        | 1º               | Crnogorska liga          |

### Provenienza
| Slovenia | Croazia            | Bosnia Erzegovina       | Serbia    | Serbia                            | Serbia    | Montenegro                    | Macedonia    |
| Slovenia | Croazia            | Bosnia Erzegovina       | Voivodina | Serbia Centrale                   | Kosovo    | Montenegro                    | Macedonia    |
| -------- | ------------------ | ----------------------- | --------- | --------------------------------- | --------- | ----------------------------- | ------------ |
| - Odred  | - Metalac Zagabria | - Velež Mostar - Zenica | - nessuna | - Mačva Šabac - Napredak Kruševac | - nessuna | - Bokelj - Budućnost - Lovćen | - Rabotnički |

## Classifica
|                  | Pos. | Squadra           | Pt | G  | V  | N | P  | GF | GS | QR    |
| ---------------- | ---- | ----------------- | -- | -- | -- | - | -- | -- | -- | ----- |
|                  | 1.   | Velež Mostar      | 28 | 18 | 13 | 2 | 3  | 43 | 15 | 2,866 |
|                  | 2.   | Budućnost         | 26 | 18 | 12 | 2 | 4  | 41 | 20 | 2,050 |
|                  | 3.   | Metalac Zagabria  | 21 | 18 | 9  | 3 | 6  | 32 | 25 | 1,280 |
|                  | 4.   | Odred             | 20 | 18 | 10 | 0 | 8  | 41 | 27 | 1,518 |
|                  | 5.   | Zenica            | 20 | 18 | 7  | 6 | 5  | 37 | 34 | 1,088 |
|                  | 6.   | Lovćen            | 16 | 18 | 7  | 2 | 9  | 37 | 31 | 1,193 |
|                  | 7.   | Rabotnički        | 15 | 18 | 7  | 1 | 10 | 27 | 39 | 0,692 |
|                  | 8.   | Napredak Kruševac | 14 | 18 | 6  | 2 | 10 | 18 | 20 | 0,900 |
|                  | 9.   | Mačva Šabac       | 14 | 18 | 6  | 2 | 10 | 25 | 40 | 0,625 |
|                  | 10.  | Bokelj            | 6  | 18 | 2  | 2 | 14 | 19 | 69 | 0,275 |
| Fonte: HRnogomet |      |                   |    |    |    |   |    |    |    |       |

Legenda:

      Promossa in Prva Liga 1955-1956.

  Partecipa agli spareggi promozione/retrocessione.

      Retrocessa in terza divisione jugoslava 1955-1956.

      Esclusa dal campionato.
Note:

Due punti a vittoria, uno a pareggio, zero a sconfitta.
In caso di arrivo di due o più squadre a pari punti, la graduatoria viene stilata secondo il quoziente reti tra le squadre interessate.

## Verso la Druga liga 1955-56
Legenda:

      Ammessa alla Druga Liga 1955-1956 direttamente

      Ammessa alla Druga Liga 1955-1956 dopo spareggi

      Sconfitta agli spareggi
Alla Druga Liga 1955-1956 sono ammesse le due retrocesse dalla Prva Liga, le cinque che hanno mantenuto la categoria, le migliori delle Leghe Repubblicane e varie squadre che disputavano i vari gironi sotto-repubblicani che costituivano la Quarta Divisione.

| 1º livello Prva Liga 1954-1955 |                     |
| 1º                             | Hajduk Spalato      |
| 2º                             | BSK Belgrado        |
| 3º                             | Dinamo Zagabria     |
| 4º                             | Stella Rossa        |
| 5º                             | Partizan            |
| 6º                             | Vojvodina           |
| 7º                             | Sarajevo            |
| 8º                             | Spartak Subotica    |
| 9º                             | NK Zagabria         |
| 10º                            | Radnički Belgrado   |
| 11º                            | Željezničar         |
| 12º                            | Proleter Osijek     |
| 13º                            | Vardar              |
| 14º                            | Lokomotiva Zagabria |

| 2º livello Druga Liga 1954-1955 |                   |
| 1º                              | Velež Mostar      |
| 2º                              | Budućnost         |
| 3º                              | Metalac Zagabria  |
| 4º                              | Odred             |
| 5º                              | Zenica            |
| 6º                              | Lovćen            |
| 7º                              | Rabotnički        |
| 8º                              | Napredak Kruševac |
| 9º                              | Mačva Šabac       |
| 10º                             | Bokelj            |

| 3º livello Lega Inter-repubblicana Slovenia-Croazia 1954-55 |                    |
| 1º                                                          | RNK Spalato        |
| 2º                                                          | Borovo             |
| 3º                                                          | Rijeka             |
| 4º                                                          | Trešnjevka         |
| 5º                                                          | Sebenico           |
| 6º                                                          | Segesta            |
| 7º                                                          | Tekstilac Varaždin |
| 8º                                                          | ŽNK Lubiana        |
| 9º                                                          | Branik Maribor     |
| 10º                                                         | Železničar Maribor |
| 11º                                                         | Uljanik            |
| 12º                                                         | Kladivar Celje     |

| 3º livello Lega Repubblicana Bosnia Erzegovina 1954-55 |                    |
| 1º                                                     | Sloboda Tuzla      |
| 2º                                                     | Bosna Visoko       |
| 3º                                                     | Borac Banja Luka   |
| 4º                                                     | Bratstvo Travnik   |
| 5º                                                     | Bosna Sarajevo     |
| 6º                                                     | Leotar             |
| 7º                                                     | Kozara             |
| 8º                                                     | Tekstilac Derventa |
| 9º                                                     | Rudar Kakanj       |
| 10º                                                    | Lokomotiva Mostar  |

| 3º livello Lega Repubblicana Serbia Nord 1954-55 |                        |
| 1º                                               | Dinamo Pančevo         |
| 2º                                               | Šumadija Belgrado      |
| 3º                                               | Jedinstvo Zemun        |
| 4º                                               | Jedinstvo Stara Pazova |
| 5º                                               | Bačka B. Palanka       |
| 6º                                               | Radnički Sombor        |
| 7º                                               | Banat Kikinda          |
| 8º                                               | Čukarički              |
| 9º                                               | Slavija Novi Sad       |
| 10º                                              | Železničar Inđija      |
| 11º                                              | Novi Sad               |
| 12º                                              | Senta                  |

| 3º livello Lega Repubblicana Serbia Sud 1954-55 |                      |
| 1º                                              | Radnički Kragujevac  |
| 2º                                              | Radnički Niš         |
| 3º                                              | Timok                |
| 4º                                              | Sloga Kraljevo       |
| 5º                                              | Budućnost Valjevo    |
| 6º                                              | Mladi Radnik         |
| 7º                                              | Šumadija Aranđelovac |
| 8º                                              | Smederevo            |
| 9º                                              | Radnički Svilajnac   |
| 10º                                             | Kosova Priština      |
| 11º                                             | Bor                  |
| 12º                                             | Metalac Smederevo    |

| 3º livello Lega Repubblicana Montenegro 1954-55 |                       |
| 1º                                              | Sutjeska              |
| 2º                                              | Mladost Titograd      |
| 3º                                              | Radnički Nikšić       |
| 4º                                              | Radnički Ivangrad     |
| 5º                                              | Jedinstvo Herceg Novi |
| 6º                                              | Iskra Danilovgrad     |
| 7º                                              | Arsenal Tivat         |
| 8º                                              | Mornar                |

| 3º livello Lega Repubblicana Macedonia 1954-55 |                   |
| 1º                                             | Metalac Skopje    |
| 2º                                             | Pobeda            |
| 3º                                             | Tikveš Kavadarci  |
| 4º                                             | Rabotnik Bitola   |
| 5º                                             | Pobeda Veles      |
| 6º                                             | Bregalnica Štip   |
| 7º                                             | Belasica          |
| 8º                                             | Kožuf Gevgelija   |
| 9º                                             | Bratstvo Gostivar |
| 10º                                            | Sloga Skopje      |
| 11º                                            | Prespa Resen      |
| 12º                                            | Karaorman Struga  |

- Altre promosse dalla Quarta Divisione:

| Slovenia            | Croazia                      | Bosnia Erzegovina                                                                                   | Serbia               | Serbia                        | Serbia      | Montenegro               | Macedonia |
| Slovenia            | Croazia                      | Bosnia Erzegovina                                                                                   | Voivodina            | Serbia Centrale               | Kosovo      | Montenegro               | Macedonia |
| ------------------- | ---------------------------- | --------------------------------------------------------------------------------------------------- | -------------------- | ----------------------------- | ----------- | ------------------------ | --------- |
| - Železničar Gorica | - Karlovac - Dinamo Vinkovci | - Mladost Prijedor - Jedinstvo Brčko - Borac Čapljina - Iskra Bugojno - Sloga Doboj - Romanija Pale | - Proleter Zrenjanin | - BASK Belgrado - Borac Čačak | - FK Trepča | - Jedinstvo Bijelo Polje | - nessuna |